# 莫納斯季里哈
49°21′28″N 26°8′40″E / 49.35778°N 26.14444°E
莫納斯季里哈（烏克蘭語：Монастириха），是烏克蘭的村落，位於該國西部捷爾諾波爾州，由喬爾特基夫區負責管轄，面積1.3平方公里，2001年人口291，人口密度每平方公里223.85人。